# Сибирский ботанический сад
Сибирский ботанический сад — первый и в течение долгого времени крупнейший ботанический сад за Уралом.
Подразделение Томского государственного университета (ТГУ).
Площадь сада 126,5 га, из них:
- 10 га — заповедный парк, в том числе оранжерейно-тепличный комплекс (в Университетской роще).
- 116,5 га — экосистемная дендрологическая территория (между Мокрушинским микрорайоном и Степановкой).

Растительные фонды Сибирского ботанического сада Томского государственного университета насчитывают около 8000 видов, форм и сортов, из них около 4000 тропических и субтропических располагаются в оранжереях сада. В открытом грунте произрастает декоративных древесных и кустарниковых открытого грунта — 773 вида и сорта, декоративных травянистых — 2391, лекарственных — 358, плодово-ягодных — 359, кормовых — 536, овощных — 475, редких и исчезающих из флоры Томской области — 335 видов и видообразцов. Центральная оранжерея имеет высоту 31 метр — это одна из самых высоких в мире оранжерей.

## История
В 1875 году из Главного Управления Западной Сибири по части управления гражданскими учебными заведениями Томскому губернатору поступило указание о выборе места под строительство Сибирского университета и о необходимости отведения места для университетского ботанического сада. Летом 1880 года В. М. Флоринским и садовником М. А. Шестаковым была распланирована территория южнее главного университетского здания, намечены участки под оранжереи, питомники и другие строения. В 1884—1885 годах по проекту П. П. Нарановича оранжереи с теплицами были построены.
12 мая 1885 года из Казанского университета в Томск прибыл П. Н. Крылов, назначенный учёным садовником Сибирского университета, им были доставлены 60 видов растений, большей частью недолговечных цветочных культур. Крылов привез с собой около 700 горшков оранжерейных растений, заложив тем самым основу Ботанического сада университета. В то же время он приступил к созданию гербария. До настоящего времени сохранились пять 130-135-летних экземпляров ценнейших видов: араукария Бидвилла, пальма ховея Форстера, фикус укореняющийся и другие.
К открытию университета (1888 год) сад располагался на площади 1,2 га, имел оранжерею площадью 473 м² высотой 4 метра с 3 отделениями — тропическим и двумя субтропическими, двускатную теплицу площадью 93 м². В открытом грунте разместилась коллекция лекарственных, древесных, кустарниковых и травянистых растений. Ботанический сад был опытным полем, где ставились первые в Сибири опыты по акклиматизации растений. 
Первыми руководителями сада были: профессора: С. И. Коржинский (1888—1892), Э. Г. Салищев (1893), В. В. Сапожников (1893—1924), П. Н. Крылов (1924—1928), Б. К. Шишкин (1930).
В 1935 году саду была предоставлена территория в 67,4 га под экспериментальное хозяйство, в 1936 году она была увеличена до 90 га. 
1 января 1945 года сад был реорганизован в самостоятельное научно-исследовательское учреждение — Сибирский ботанический сад при ТГУ, в конце 1960-х годов была присвоена II категория.
С июня 1938 года по 1949 год директором Ботанического сада ТГУ была Агния Деомидовна Бейкина. 
Профессор В. А. Морякина была директором Сибирского ботанического сада с 1969 года по апрель 2008 года.
В этот период силами спецстройподразделений Минсредмаша СССР (трест «Химстрой» Сибирского химического комбината) была построена тропическая оранжерея высотой 15 м (1971—1973), выполненная полностью из металлических конструкций, и субтропический комплекс (1985—1988) с высотными оранжереями (31 м) — основные здания комплекса Сибирского ботанического сада на территории Университетской рощи. Морякина явилась инициатором и соавтором конструкторской идеи создания оранжерей для тропических и субтропических микроклиматов в северных условиях, входила в проектную группу. Фотографии этого уникального комплекса представлены на ведомственной фотовыставке учреждения Минсредмаша на Аэродромной улице в Санкт-Петербурге.
К 1980 году растительные фонды сада насчитывали 2767 видов, форм и сортов оранжерейного и тепличного культивирования. В оранжереях имелось более 10 000 экземпляров тропических и субтропических растений, банан райский достигал 10-метровой высоты, араукария Бидвилла — 14-метровой.
В 2004 году сад был объявлен особо охраняемой природной территорией регионального значения.

## Современность
С 2012 года готовилась масштабная реконструкция сада.

## Галерея
- Тропическое отделение, 1890
- Тропическое отделение, 2014
- Оранжерейно-тепличный комплекс

### Представители
- Антуриум Андре
- Саговник
- Пальма